# پل کیپسیله کوخ
پل کیپسیله کوخ (انگلیسی: Paul Kipsiele Koech؛ زادهٔ ۱۰ نوامبر ۱۹۸۱) ورزشکار دو و میدانی اهل کنیا است.